# Jan Podiebradowicz
Jan Podiebradowicz, cz. Hanuš z Minstrberka, niem. Johann von Münsterberg-Oels (ur. 4 listopada 1509 w Oleśnicy, zm. 28 lutego 1565 tamże) – książę oleśnicki w 1542–1565 i ziębicki w 1559–1565, iure uxoris hrabia szydłowiecki w 1536–1547 jako mąż Krystyny Katarzyny, z oleśnickiej linii dynastii Podiebradów.
Urodził się jako czwarty syn i dziesiąte dziecko Karola I (1476–1536), księcia ziębicko-oleśnickiego, oraz jego żony Anny (ok. 1480–1541), księżniczki żagańskiej, córki Jana II Szalonego (1435–1504). Miał liczne rodzeństwo, braci: Henryka Starszego (1491), Joachima (1503–1562), Henryka Młodszego (1507–1548) i Jerzego (1512–1553), oraz siostry: Annę (1499–1504), Katarzynę (1500–1507), Małgorzatę (1501–1551), Kunegundę (1504–1532), Urszulę (1505–1539), Jadwigę (1508–1531) i Barbarę (1511–1539).
Jeszcze za życia ojca został dopuszczony wraz z braćmi Joachimem i Henrykiem Młodszym do współrządzenia w księstwach ziębickim i oleśnickim. Wspólnie dbali o rozwój rzemiosł swoich ziem, czego wydatnym dowodem było nadanie Srebrnej Górze statusu wolnego miasta górniczego (25 czerwca 1535). W odróżnieniu do braci i ojca będących luteranami, pozostał katolikiem i zapewnił równouprawnienie różnowierców w księstwach (1537). 20 lutego 1536 w Szydłowcu ożenił się z Krystyną Katarzyną (1519–1556), hrabiną szydłowiecką, córką Krzysztofa (1466–1532), kanclerza wielkiego koronnego, i Zofii Targowickiej. Został dopuszczony do zarządu tymi dobrami na równi z żoną. Wraz ze śmiercią ojca (31 maja 1536) i objęciem władzy przez brata Henryka Młodszego, został dziedzicznym księciem ziębicko-oleśnickim. W czasie zaślubin króla węgierskiego Jana Zápolyi (1487–1540) z Izabelą Jagiellonką (1519–1559), 23 lutego 1539 w Budzie został odznaczony Orderem Smoka.
Po kreacji brata Henryka na księcia bierutowskiego przez legnickiego Fryderyka II Wielkiego (1480–1547) został jedynowładcą w Oleśnicy. 29 kwietnia 1542 w Legnicy zawarł układ z braćmi potwierdzający swoje wyłączne prawo do rządów w księstwie i ustalający prawo senioratu dla dziedziczenia tych ziem.

## Przodkowie
| Prapradziadkowie                                                                | Wiktoryn Boček z Podiebradów, pan Kunštátu (1403–1427) ∞ok. 1419 Anna z Vartenberka (ok. 1402–?)          | Smil Holický, pan Šternberka (ok. 1390–1433) ∞ok. 1423 Barbara z Pardubic (1408–1431)                     | elektor Brandenburgii Fryderyk I (1371–1440) ∞1401 Elżbieta bawarska (1383–1442)                          | margrabia Badenii Jakub (1407–1453) ∞1421 Katarzyna lotaryńska (1407–1439)                                | ks. żagański Henryk VIII Wróbel (1357–1397) ∞1388 Katarzyna opolska (ok. 1367–1420) | elektor Saksonii Rudolf III (ok. 1367–1419) ∞1396 Barbara legnicka (1372–1436)   | ks. opawski Przemysł I (1365–1433) ∞ok. 1405 Katarzyna ziębicka (ok. 1390–1422)  | Půta Młodszy, pan Častolovic (ok. 1400–1434) ∞ok. 1420 Anna z Koldic (ok. 1405–ok. 1450) |
| Pradziadkowie                                                                   | kr. Czech Jerzy z Podiebradów (1420–1471) ∞1441 Kunegunda ze Šternberka (1612-1687)                       | kr. Czech Jerzy z Podiebradów (1420–1471) ∞1441 Kunegunda ze Šternberka (1612-1687)                       | elektor Brandenburgii Albrecht III Achilles (1414–1486) ∞1446 Małgorzata badeńska (1431–1457)             | elektor Brandenburgii Albrecht III Achilles (1414–1486) ∞1446 Małgorzata badeńska (1431–1457)             | ks. żagański Jan I (ok. 1385–1439) ∞1408 Scholastyka saska (1391–1463)              | ks. żagański Jan I (ok. 1385–1439) ∞1408 Scholastyka saska (1391–1463)           | ks. opawski Wilhelm (ok. 1410–1452) ∞1442 Salomea z Častolovic (ok. 1426–1489)   | ks. opawski Wilhelm (ok. 1410–1452) ∞1442 Salomea z Častolovic (ok. 1426–1489)           |
| Dziadkowie                                                                      | ks. ziębicki i oleśnicki Henryk I Starszy (1448–1498) ∞1467 Urszula Branderburska (1450-1508) (1450–1508) | ks. ziębicki i oleśnicki Henryk I Starszy (1448–1498) ∞1467 Urszula Branderburska (1450-1508) (1450–1508) | ks. ziębicki i oleśnicki Henryk I Starszy (1448–1498) ∞1467 Urszula Branderburska (1450-1508) (1450–1508) | ks. ziębicki i oleśnicki Henryk I Starszy (1448–1498) ∞1467 Urszula Branderburska (1450-1508) (1450–1508) | ks. żagański Jan II Szalony (1435–1504) ∞1462 Katarzyna Przemyślidka (1443–1505)    | ks. żagański Jan II Szalony (1435–1504) ∞1462 Katarzyna Przemyślidka (1443–1505) | ks. żagański Jan II Szalony (1435–1504) ∞1462 Katarzyna Przemyślidka (1443–1505) | ks. żagański Jan II Szalony (1435–1504) ∞1462 Katarzyna Przemyślidka (1443–1505)         |
| Rodzice                                                                         | ks. ziębicki i oleśnicki Karol I (1476–1536) ∞1488 Anna żagańska (ok. 1480–1541)                          | ks. ziębicki i oleśnicki Karol I (1476–1536) ∞1488 Anna żagańska (ok. 1480–1541)                          | ks. ziębicki i oleśnicki Karol I (1476–1536) ∞1488 Anna żagańska (ok. 1480–1541)                          | ks. ziębicki i oleśnicki Karol I (1476–1536) ∞1488 Anna żagańska (ok. 1480–1541)                          | ks. ziębicki i oleśnicki Karol I (1476–1536) ∞1488 Anna żagańska (ok. 1480–1541)    | ks. ziębicki i oleśnicki Karol I (1476–1536) ∞1488 Anna żagańska (ok. 1480–1541) | ks. ziębicki i oleśnicki Karol I (1476–1536) ∞1488 Anna żagańska (ok. 1480–1541) | ks. ziębicki i oleśnicki Karol I (1476–1536) ∞1488 Anna żagańska (ok. 1480–1541)         |
| Jan Podiebradowicz (1509–1565) ks. ziębicki i oleśnicki ∞ Krystyna Szydłowiecka | | | | |                                                                                     |                                                                                  |                                                                                  |                                                                                          |

## Tumba Jana Podiebradowicza i Krystyny Szydłowieckiej
W mauzoleum bazyliki św. Jana Apostoła w Oleśnicy znajduje się renesansowy nagrobek, którego wykonanie w 1557 zlecił  Oslewowi książę Jan po śmierci swej żony, Krystyny Szydłowieckiej. Do drugiej połowy XIX w. nagrobek znajdował się przed ołtarzem głównym, aby później zostać przeniesiony do kaplicy Wirtembergów. Tumba przedstawia dwie leżące równolegle do siebie postacie. Pod nogami księcia znajduje się lwica, a pod księżną lew (do początku XX w. zwierzęta były umieszczone odwrotnie, poprawnie). Na ścianach kamiennej skrzyni są napisy upamiętniające księcia i księżną oraz poetycki (dystych).
Herby
Umieszczone po stronie stóp pary książęcej:
- Anny żagańskiej matki Jana i żony Karola I; księstwa ziębicko-oleśnickiego (Podiebradów); babki Jana - Urszuli Branderburskiej(inne języki) (1450-1508)

Umieszczone po stronie głów pary książęcej:
- Krystyny Szydłowieckiej (czteropolowy)[1]; Izabeli sycylijskiej; Anny z Koldic (1405–1450); Salomei z Častolovic (Zastalowicz, 1426–1489)

Herb Anny żagańskiej
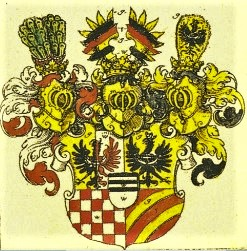
Herb księstwa ziębicko-oleśnickiego
Herb Urszuli Branderburskiej(inne języki) (pole)
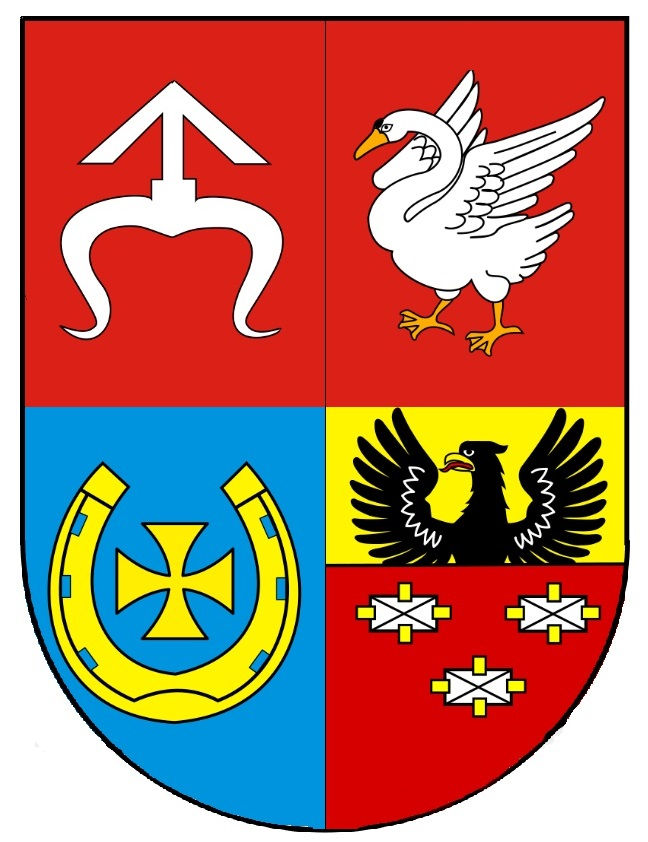
Herb Krystyny Szydłowieckiej
Herb Izabeli sycylijskiej
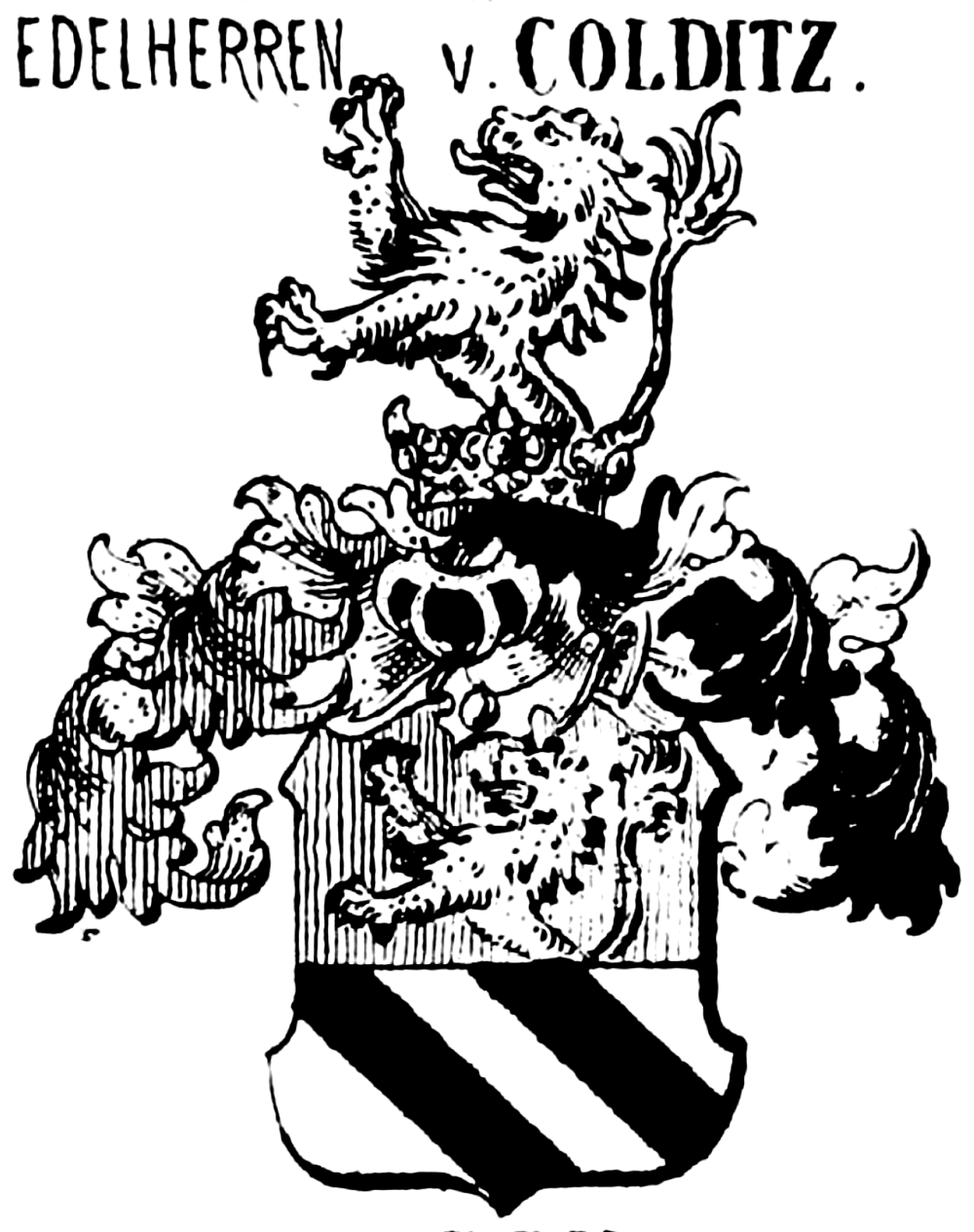
Herb Anny z Koldic
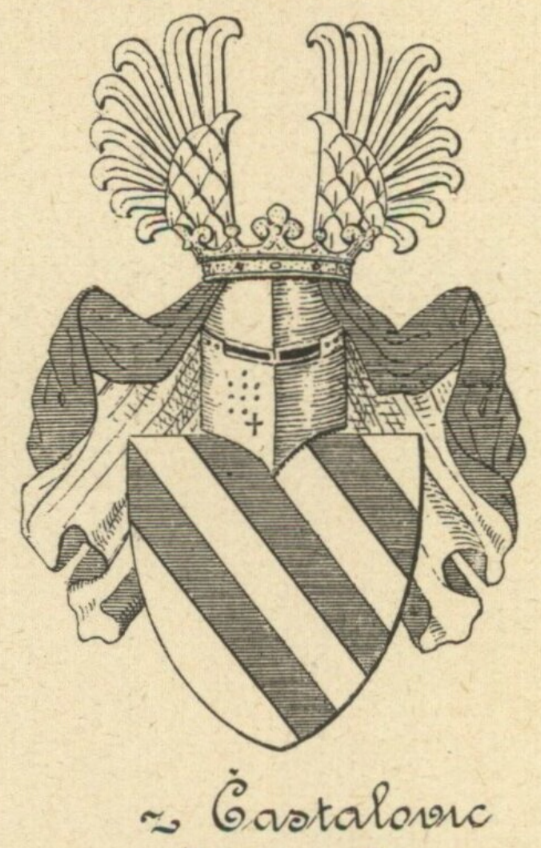
Herb Salomei z Častolovic

Umieszczone po stronie księcia Jana: 
- Kunegundy ze Šternberka, żony króla Czech Jerzego; prababki Małgorzaty Badeńskiej; praprababki Anny z Vartemberka (ur. 1402); prapraprababki Urszuli z Lotaryngii i prapraprababki Anny z Wildhardiz(inne języki)

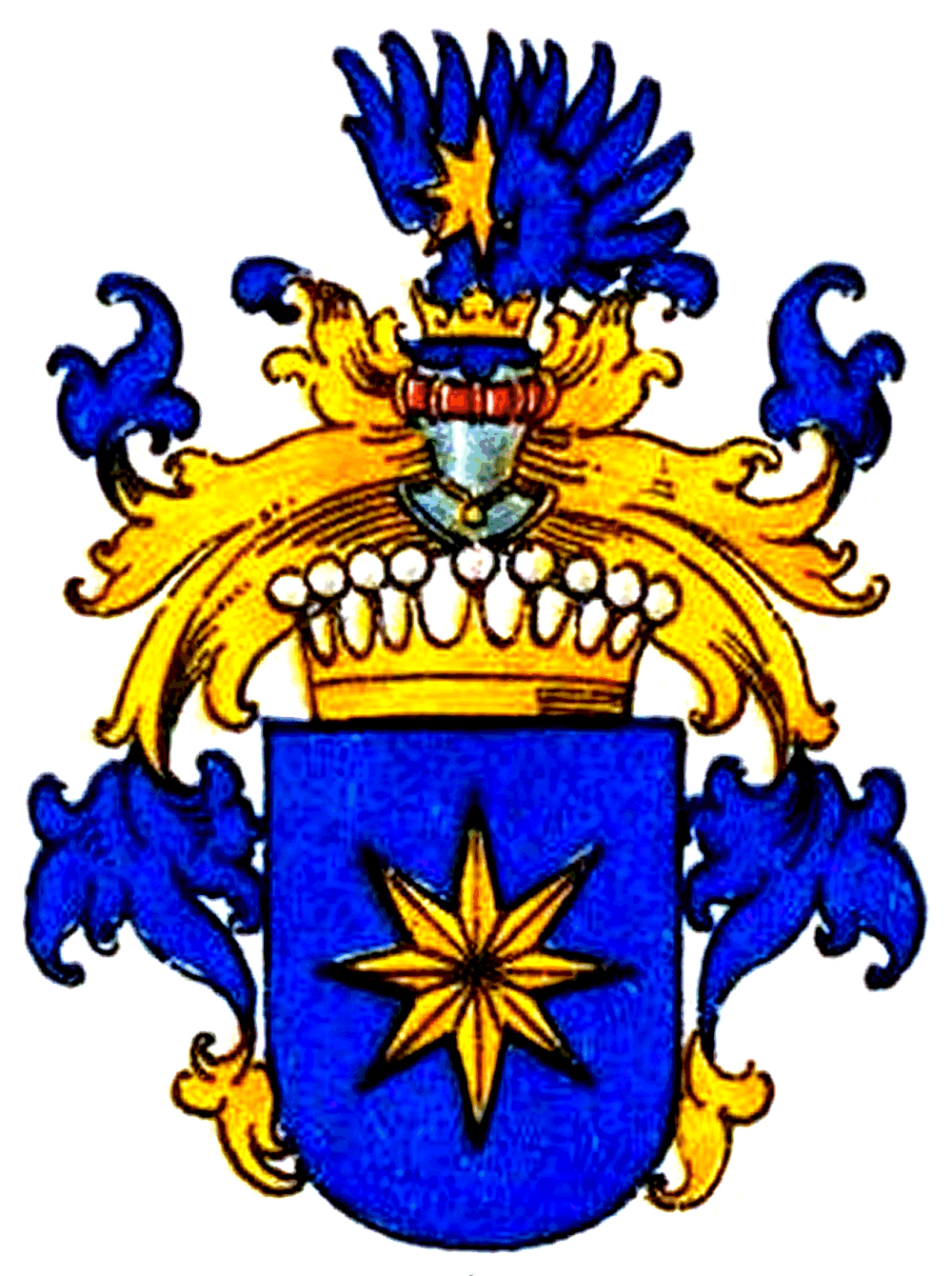
Herb Kunegundy z Šternberka
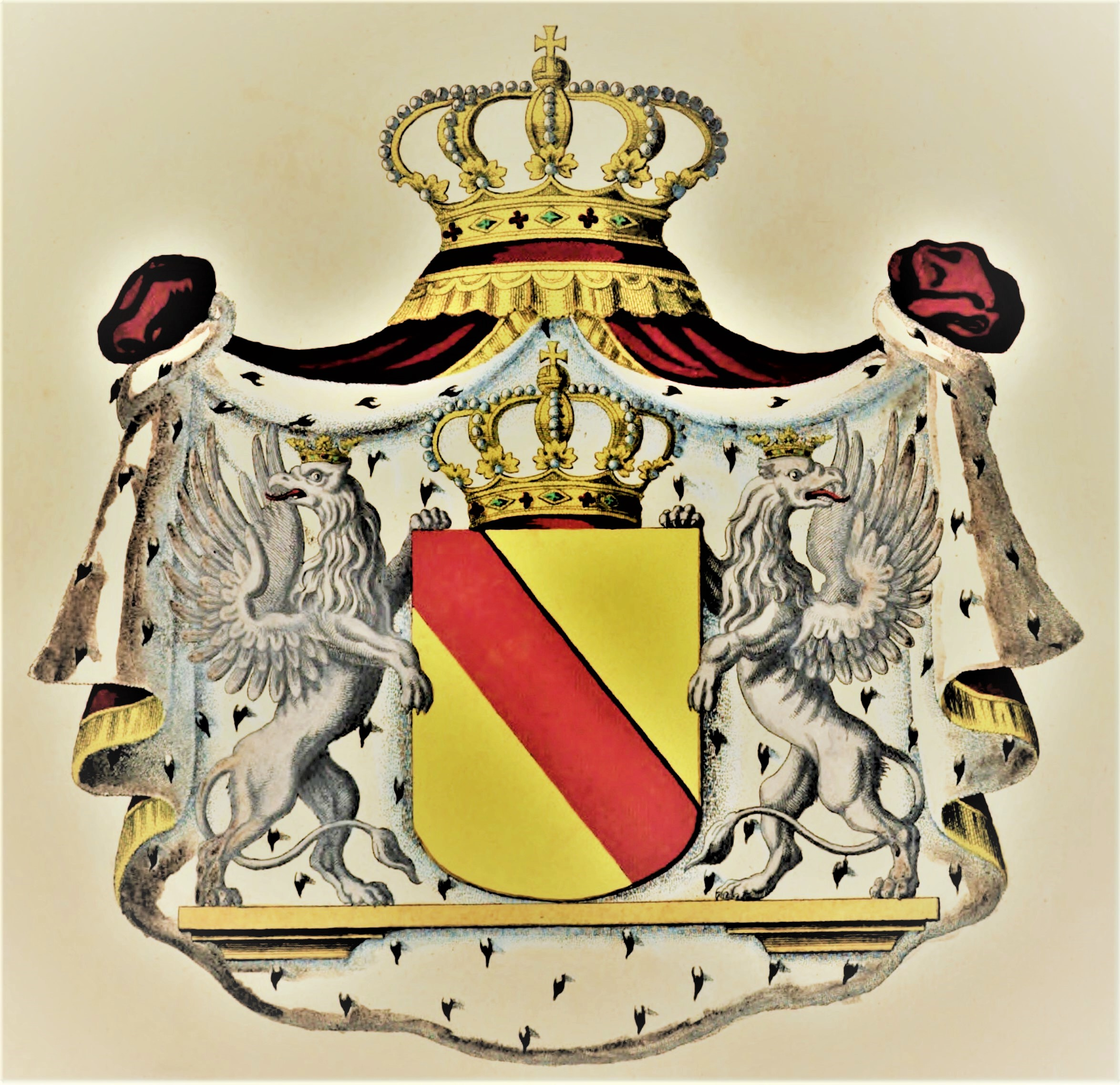
Herb Małgorzaty Badeńskiej (odmiana)
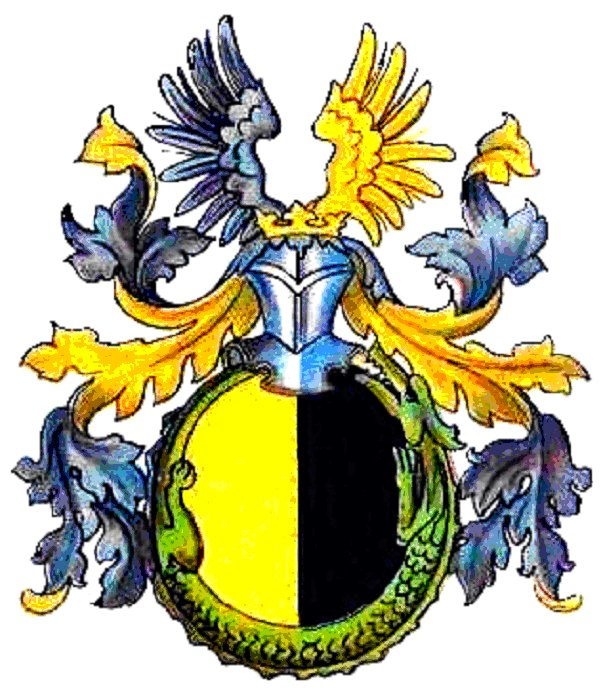
Herb Anny z Vartemberka
Herb Urszuli z Lotaryngii
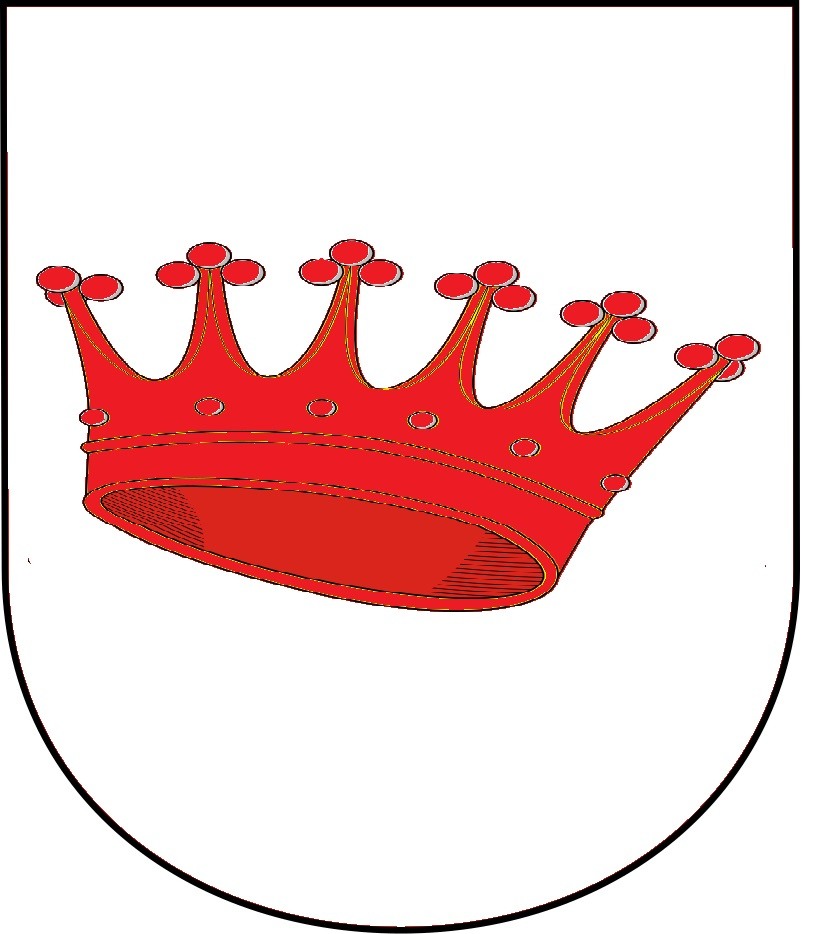
Herb Anny z Wildhardiz
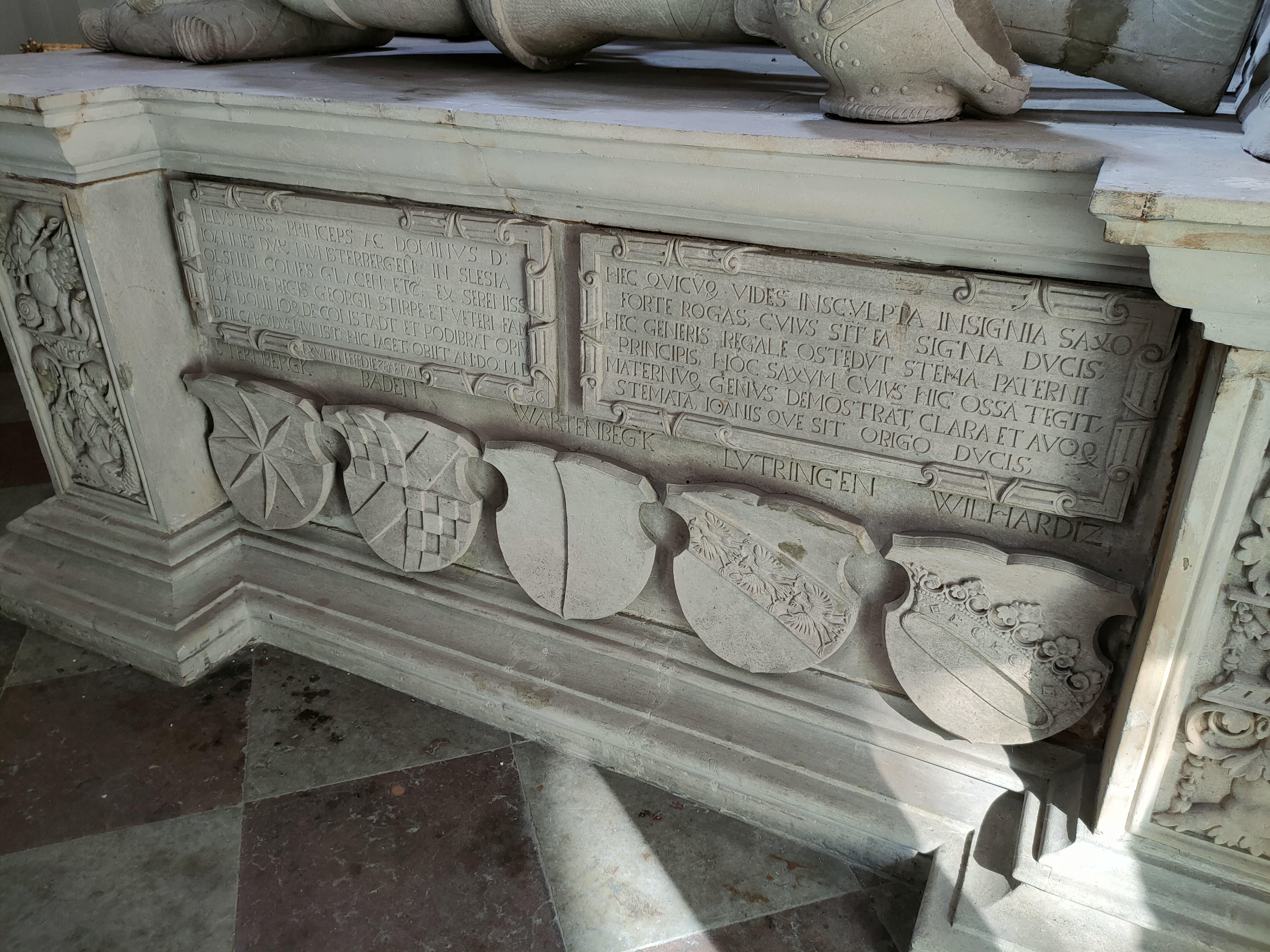
Fragment tumby księcia Jana

Umieszczone po stronie księżnej Katarzyny: 
- Katarzyny ziębickiej (1390–1422), Katarzyny opawskiej, Anny z Turyngii, Scholastyki saskiej i Eufemii bytomskiej[3].

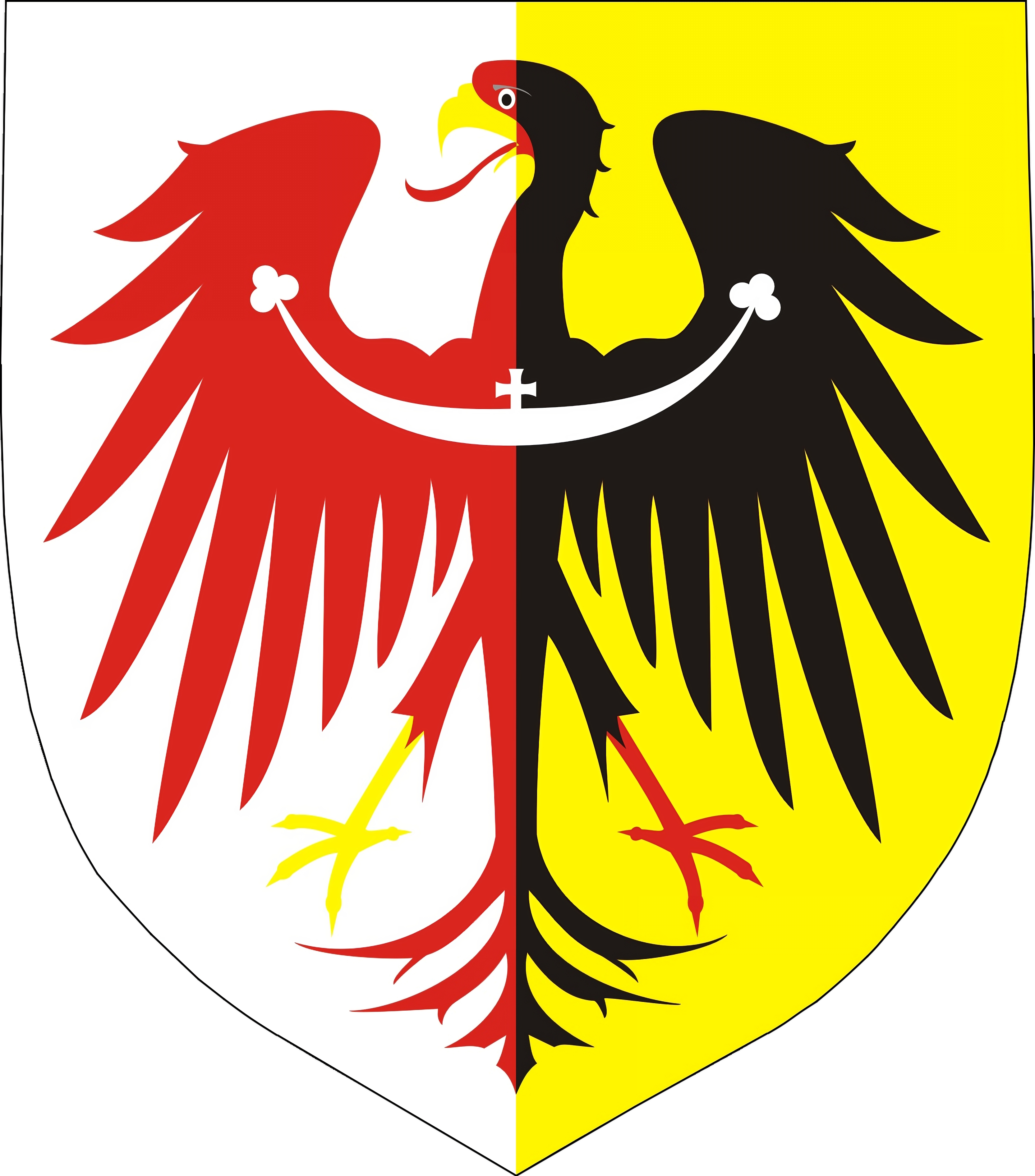
Herb Katarzyny  ziębickiej
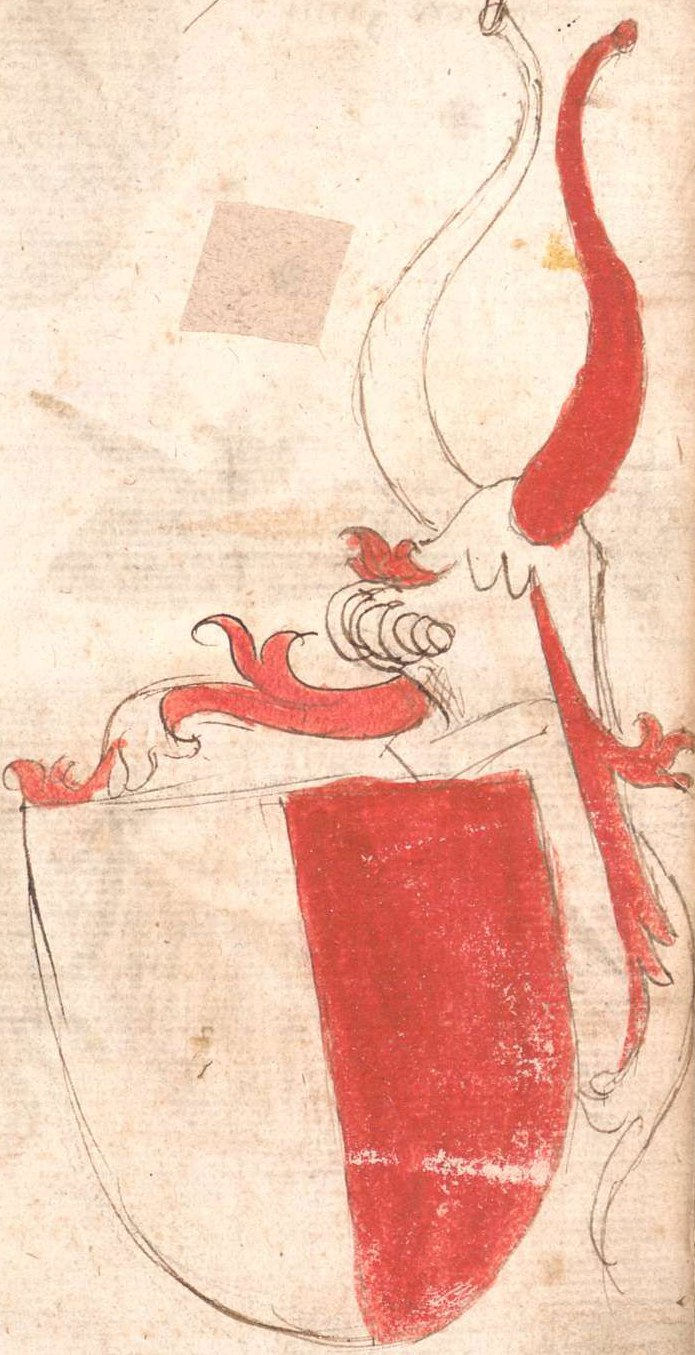
Herb Katarzyny opawskiej
Herb Anny z Turyngii
Herb Scholastyki saskiej
Herb Eufemii bytomskiej
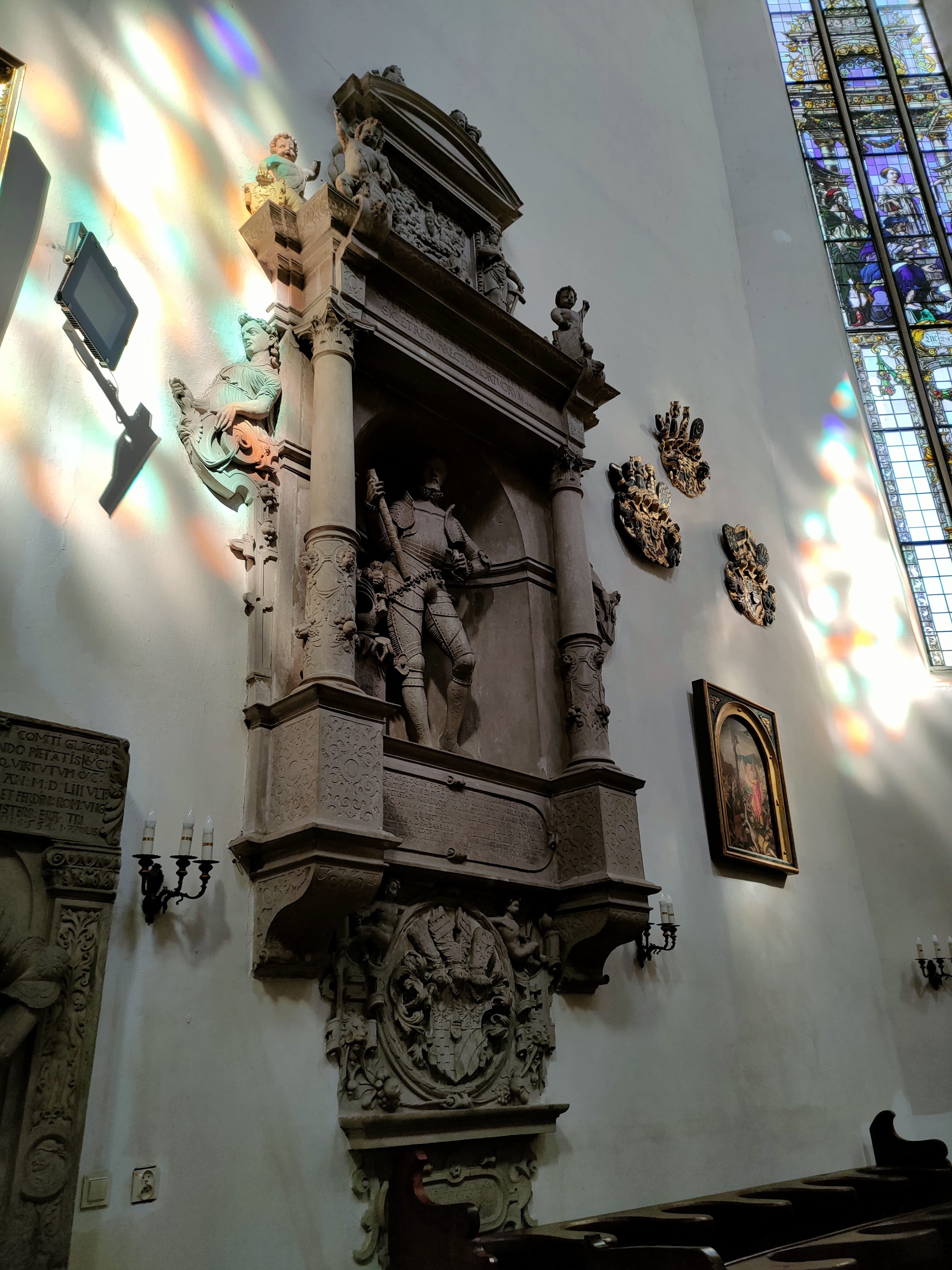
Nagrobek syna Jana Karola Krzysztofa
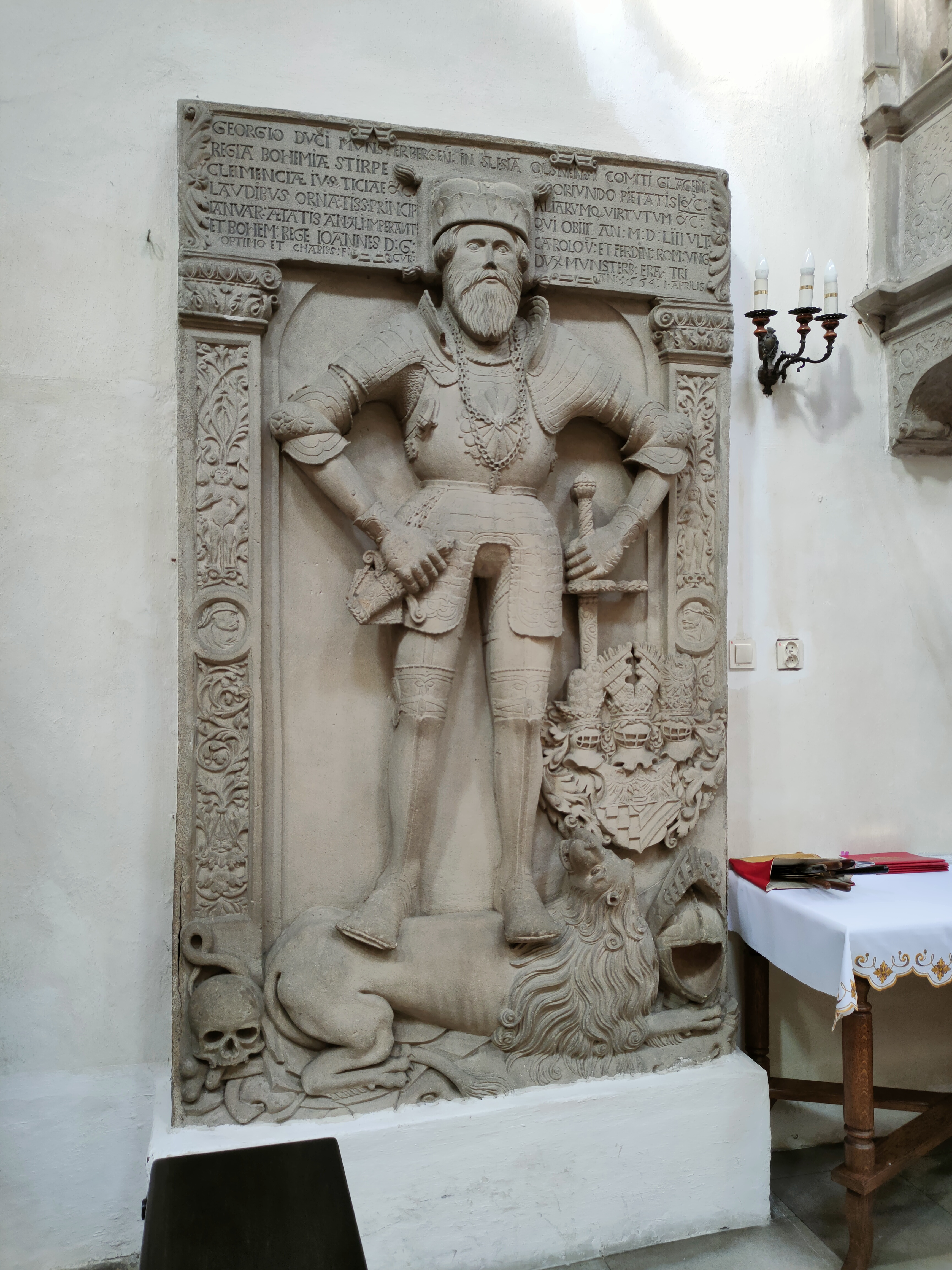
Płyta nagrobna brata Jana Jerzego II